# Номерні знаки Греції

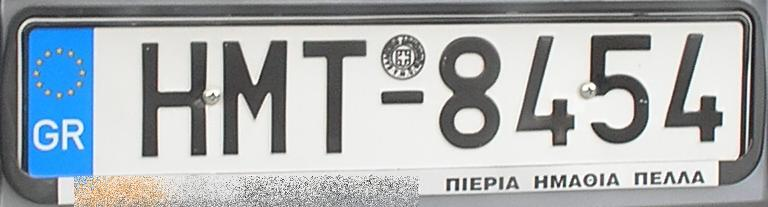
Регулярний номерний знак (2004р.) ному Іматія

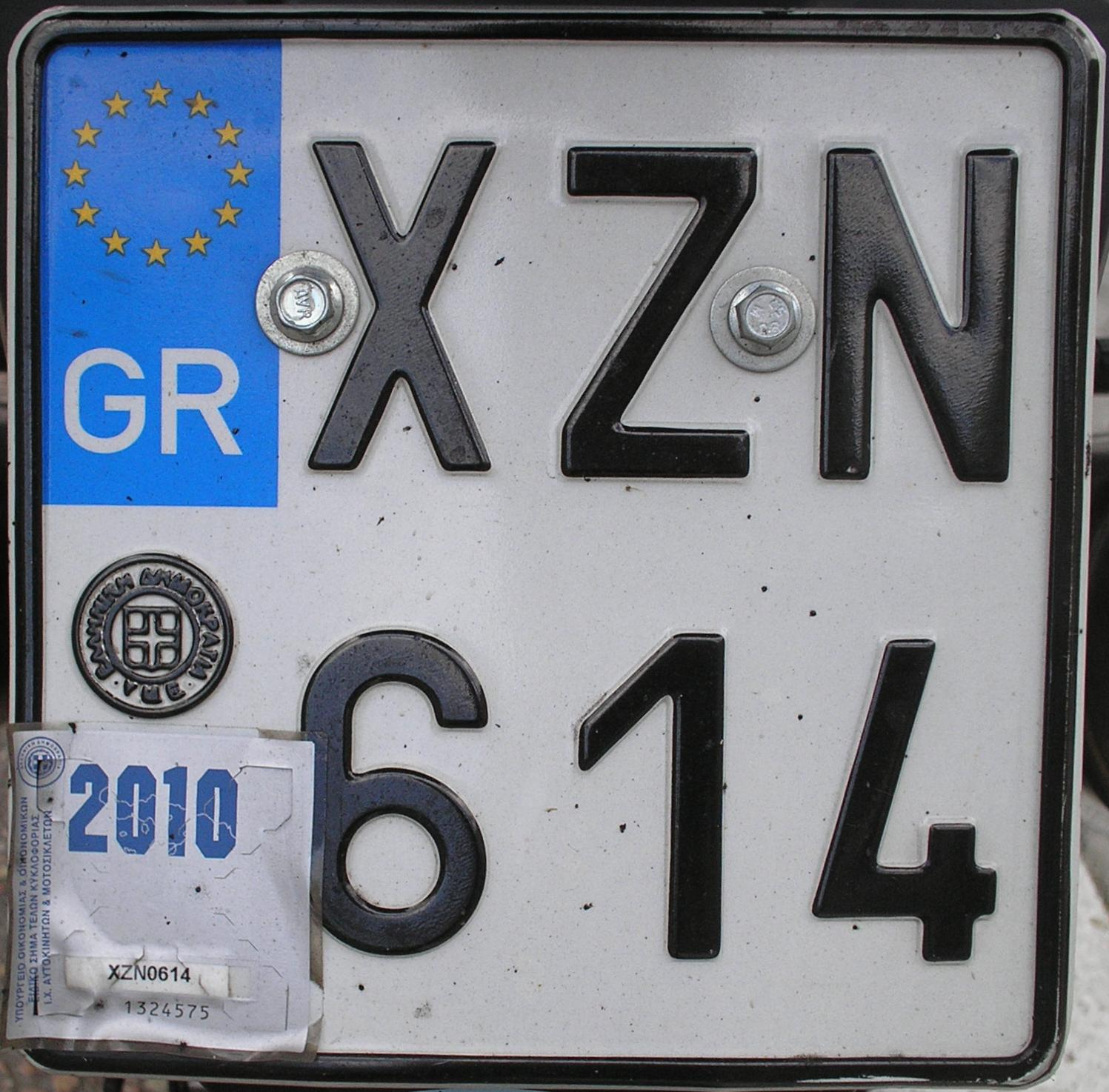
Мотономер Афін

Код Греції для міжнародного руху ТЗ — (GR).
Регулярні номерні знаки мають формат АБВ-1234, де АБ - код регіону, В - серія, 1234 - номер (для автомобілів в інтервалі 1000-9999, для моиоциклів - в інтервалі 1-999). 
Вживаються лише ті літери грецької абетки, що графічно збігаються з латинськими літерами: A, B, E, Z, H, I, K, M, N, O, P, T, Y, X. Зміна серій відбувається згідно грецького абеткового порядку.

## Історична довідка

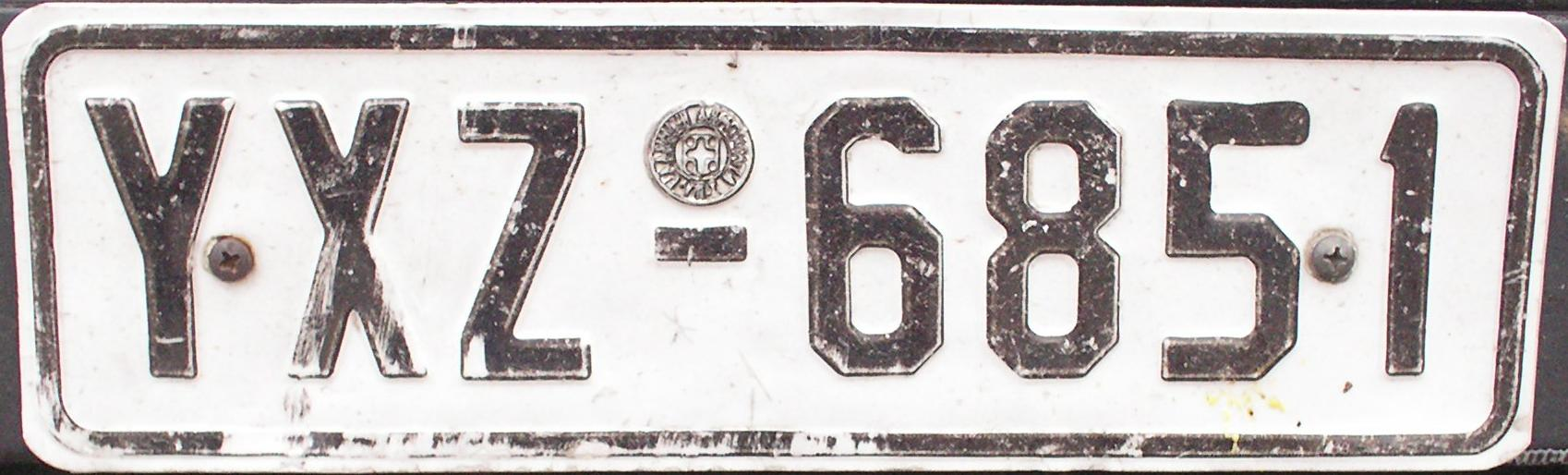
Передній номерний знак (1983р.) Афіни

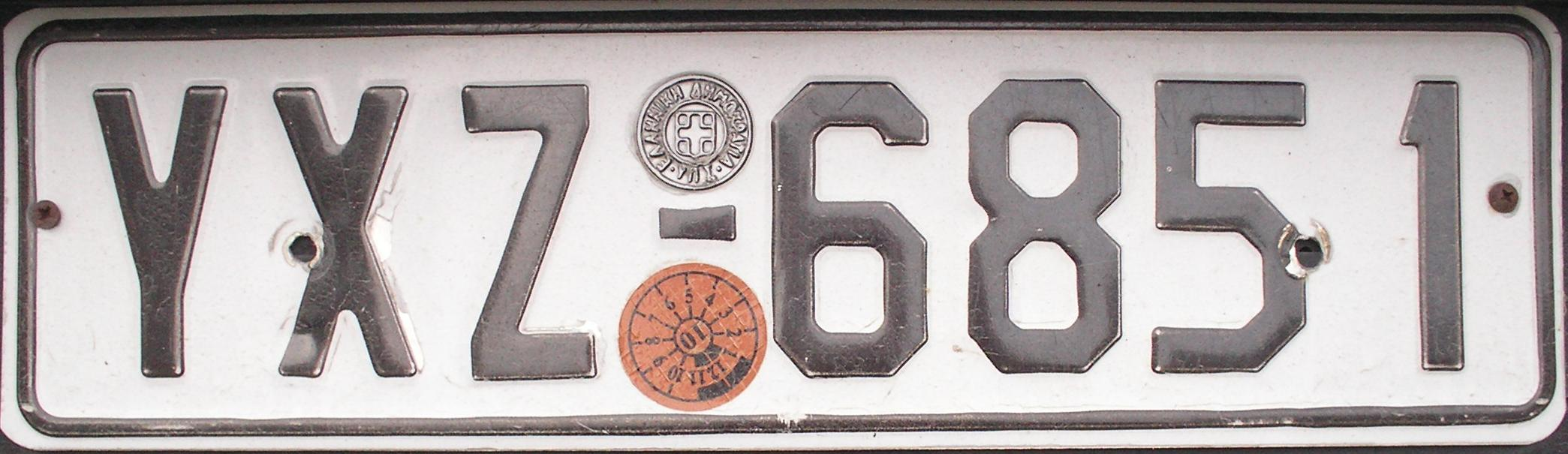
Задній номерний знак (1983р.) Афіни

До 1972 року номерні знаки мали виключно числовий формат і могли містити до шести цифр. У 1972 році номерні знаки набули формату АБ-1234, де літери означали регіон, а цифри - порядковий номер. В 1982 році літери було доповнено серією і номерні знаки набули сучасного формату АБВ-1234. З 2004 року на номерних знаках з'явилася європейська символіка, формат розташування і розшифровки знаків залишилися без змін.

## Форми та кольорове забарвлення
Чинні номерні знаки мають розміри 520х110мм. В лівому боці пластини розташовано синю стрічку із зображенням європейських зірок та кодом GR.
До 2004 року передні пластини були меншими ніж задні.
Регулярні номерні знаки мають чорні символи на білому тлі.
Номерні знаки транспортних засобів, що оподатковуються за зменшеними ставками,  мають червоні символи на білому тлі.
Комерційні транспортні засоби мають чорні символи на жовтому тлі.
Урядові номерні знаки мають чорні символи на помаранчевому тлі.

## Наліпки

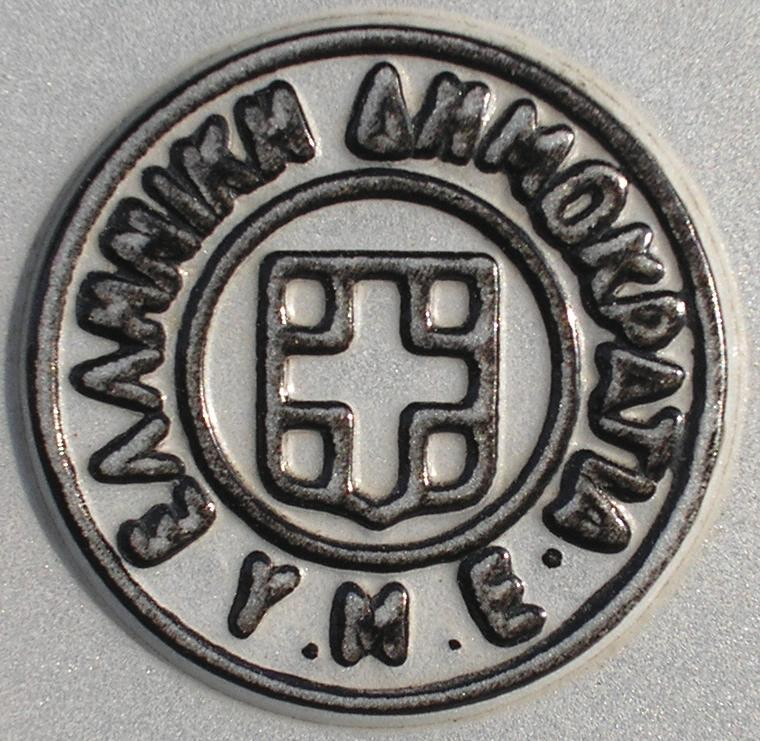
Верхня наліпка

Над дефісом розташовано об'ємну наліпку з Грецьким хрестом та концентрично розташованим написом ΕΛΛΗΝΙΚΗ ΔΗΜΟΚΡΑΤΙΑ - Грецька Республіка. Такі наліпки мають бути на передньому та задньому номерних знаках.
Під дефісом розташовано наліпку про сплату щорічного мита. Такі наліпки мають різні кольори, в залежності від  року, і розташовуються лише на задньому номерному знаку.

## Коди регіонів
- AА — Ахая
- AB — Кавала
- AZ — Ахая
- AE — Ласітіон
- AH — Ксанті
- AI — Етолія і Акарнанія
- AK — Лаконія
- AM — Фокіда
  - AM [O, P, T, Y, X] (червоні символи) ТЗ, що не оподатковуються
- AN — Ласітіон
- AO — Ахая
- AP — Арголіда
- AT — Арта
- AY — Ахая
- AX — Ахая
- BА — Магнісія
- BB — Магнісія
- BE — Пірей
- BZ — Пірей
- BH — Пірей
- BI — Беотія
- BK — Східна Аттика
- BM — Східна Аттика
- BN — Західна Аттика
- BO — Магнісія
- BP — Західна Аттика
- BT — Магнісія
- BY — Беотія
- BX — Пірей
- EA — Додеканес
- EB — Еврос
- EE — Пелла
  - EE [E] (червоні символи) ТЗ, що не оподатковуються
- EZ — Кіклади
- EH — Евбея
- EI — Евбея
  - EK [A, B, E, Z] (жовте тло) внутрішні вантажні перевезення
- EM — Кіклади
- EN — Кіклади
- EO — Кіклади
- EP — Серрес
- ET — Керкіра
- EY — Лефкас
  - EY [Y] (червоні символи) офшорні компанії
- EХ — Кілкіс
- ZA — Закінф
- ZB — Закінф
- ZE — Салоніки
- ZZ — Афіни
- ZH — Афіни
- ZI — Салоніки
- ZK — Афіни
- ZM — Афіни
- ZN — Пірей
- ZP — Пірей
- ZT — Західна Аттика
- ZY — Східна Аттика
- ZX — Східна Аттика
- HA — Еліда
- HB — Афіни
- HE — Еліда
- HZ — Іракліон
- HH — Іракліон
- HI — Іракліон
- HK — Іракліон
- HM — Іматія
- HN — Теспротія
- HO — Ксанті
- HP — Іракліон
- HТ — Ксанті
- HY — Фтіотида
  - IA [A] (жовте тло) міжнародні автобуси
  - IA [A, B, E, Z] (жовте тло) міжнародний вантажний транспорт
- IB — Афіни
- IE — Афіни
- IZ — Афіни
- IH — Афіни
- II — Яніна
- IK — Афіни
- IM — Афіни
- IN — Яніна
- IO — Афіни
- IP — Афіни
- IT — Афіни
- IY — Афіни
- IX — Серрес
- KA — Кардиця
- KB — Кавала
- KE — Кефалінія
- KZ — Козані
- KH — Евританія
  - KH [Н, I, O, Y] (помаранчеве тло) службові державні ТЗ
- KI — Кілкіс
- KK — Родопі
- KM — Мессинія
- KN — Пієрія
- KO — Родопі
- KP — Коринфія
- KT — Касторія
- KY — Керкіра
- KX — Додеканес

- KX [О, Y, Х] (червоні символи) ТЗ, що не оподатковуються

- MА — Халкідікі
- MВ — Самос
- ME — Етолія і Акарнанія
- MZ — Мессенія
- MH — Лесбос
- MI — Фтіотида
- MК — Кардиця
- MM — Пелла
- MN — Козані
- MO — Самос
  - MO [I, O, Y] (червоні символи) ТЗ, що не оподатковуються
- MР — Лаконія
- MT — Лесбос
- MY — Лесбос
- MX — Еврос
- NA — Салоніки
- NB — Салоніки
- NE — Салоніки
- NZ — Салоніки
- NH — Салоніки
- NI — Салоніки
- NK — Салоніки
- NM — Салоніки
- NN — Салоніки
- NO — Салоніки
- NP — Салоніки
- NT — Салоніки
- NY — Салоніки
- NX — Салоніки
  - NX[A, Y] (жовте тло) вантажні перевезення в межах ному
- OA — Афіни
- OB — Афіни
- OE — Афіни
- OZ — Афіни
- OH — Афіни
- OI — Афіни
- OK — Афіни
- OM — Афіни
- ON — Афіни
- OO — Афіни
- OP — Еврос
- OT — Афіни
- OY — Афіни
- OX — Афіни
- PA — Флорина

- PA [I, O, Y] (червоні символи) ТЗ, що не оподатковуються

- PB — Коринфія
- PE — Ретимно
- PZ — Превеза
- PH — Ретимно
- PI — Лариса
- PK — Додеканес
- PM — Драма
- PN — Гравена
- PO — Додеканес
- PP — Лариса
- PT — Лариса
- PY — Додеканес
- PX — Додеканес
  - TA [A, B, E, Z, H] (жовте тло) таксі
- ТВ — Керкіра
- ТЕ — Керкіра
- TZ — Пірей
- TH — Етолія і Акарнанія
- TI — Пієрія
- TK — Трикала
- TM — Арголіда
- TN — Трикала
- TО — Драма
- TP — Аркадія
- ТТ — Родопі
- ТY — Ханья
- ТX — Превеза
- YA — Афіни
- YB — Афіни
- YE — Афіни
- YZ — Афіни
- YH — Афіни
- YI — Пірей
- YK — Пірей
- YM — Пірей
- YN — Пірей
- YO — Західна Аттика
- YP — Західна Аттика
- YT — Західна Аттика
- YY — Східна Аттика
- YX — Східна Аттика
- XA — Евбея
- XB — Ханья
- XE — Афіни
- XZ — Афіни
- XH — Афіни
- XI — Хіос
- XK — Халкідіки
- XM — Афіни
- XN — Ханья
- XO — Хіос
- XP — Афіни
- XT — Афіни
- XY — Афіни
- XX — Афіни

## Експортні номерні знаки
Експортні номерні знаки мають формат А-1234, де А - код регіону видачи, 1234 - номер. В правому боці пластини  розташовано термін дії знаку у форматі 12/34. Кольорове забарвлення: біле тло та зелені знаки. Регіональне кодування експортних знаків: А - Афіни, В - Волос, H - Іракліон, Р - ?,Т - Салоніки.

## Префікси інших номерних знаків
- ΑΝ.Π. (Ανάπηροι Πολέμου) — інваліди війни (блакитне тло, білі знаки)
- AO (Αγιον Ορος) — номерні знаки гори Афон (на стандартних бланках, формат - АО 123 45, де 45 - позначка монастиря)
- ΔΟΚ (Δοκιμαστικές) — тимчасовий дилерський номерний знак
- ΔΣ (Διπλωματικό Σώμα) — дипломат або іноземна делегація (зелене тло, золоті знаки або блакитне тло, білі знаки)
- Ε.Α. або ΕΛ.ΑΣ. (Ελληνική Αστυνομία) — поліція (біле тло, сині знаки)
- ΕΣ (Ελληνικός Στρατός) — армія
- ΛΣ (Λιμενικό Σώμα) — берегова охорона
- ΞΑ (Ξένες Αποστολές) — іноземні представництва (жовте тло)
- ОА (Ολυμπιακές Αερογραμμές) — авіакомпанія Олімпік (блакитне тло, білі знаки)
- ΠΑ (Πολεμική Αεροπορία) — військово-повітряні сили Греції
- ΠΝ (Πολεμικό Ναυτικό) — військово-морські сили Греції
- ΠΣ (Πυροσβεστικό Σώμα) — пожежна охорона
- Р — причіпи та напівпричіпи (на стандартних бланках, формат Р-12345).